# Taekwondo na Letnich Igrzyskach Olimpijskich 2008
Zawody taekwondo na Letnich Igrzyskach Olimpijskich 2008 w Pekinie rozgrywane były w dniach 20 sierpnia – 23 sierpnia w Hali Uniwersytetu Nauki i Techniki.
Każdy kraj mógł wystawić maksymalnie 2 zawodników i 2 zawodniczki we wszystkich konkurencjach, ale po 1 zawodniku/zawodniczce w poszczególnych kategoriach wagowych.

## Konkurencje
- -49 kg kobiet
- 50-57 kg kobiet
- 58-67 kg kobiet
- +67 kg kobiet
- -58 kg mężczyzn
- 59-68 kg mężczyzn
- 69-80 kg mężczyzn
- +80 kg mężczyzn

## Medaliści
| Konkurencja             | Złoto                      | Srebro                 | Brąz                               |
| Klasyfikacja kobiet     |                            |                        |                                    |
| kategoria do 49 kg      | Wu Jingyu                  | Buttree Puedpong       | Dalia Contreras Daynellis Montejo  |
| kategoria do 57 kg      | Lim Su-jeong               | Azize Tanrıkulu        | Diana López Martina Zubčić         |
| kategoria do 67 kg      | Hwang Kyung-seon           | Karine Sergerie        | Gwladys Épangue Sandra Šarić       |
| kategoria powyżej 67 kg | María del Rosario Espinoza | Nina Solheim           | Sarah Stevenson Natália Falavigna  |
| Klasyfikacja mężczyzn   |                            |                        |                                    |
| kategoria do 58 kg      | Guillermo Pérez            | Yulis Gabriel Mercedes | Rohullah Nikpai Chu Mu-yen         |
| kategoria do 68 kg      | Son Tae-jin                | Mark López             | Sung Yu-chi Servet Tazegül         |
| kategoria do 80 kg      | Hadi Saei                  | Mauro Sarmiento        | Steven López Zhu Guo               |
| kategoria powyżej 80 kg | Cha Dong-min               | Aleksandros Nikolaidis | Arman Sziłmanow Chika Chukwumerije |